# DOMESTIC! Virgin LINE
《DOMESTIC! Virgin LINE》為二期東京事變第一次大型巡迴演出，總共在兩個城市舉辦兩場的演唱會，主要是要讓歌迷認識第二期東京事變的成員，而舞台設有兩個可移動的小舞台，再加上團員們精彩的演出，因此場場皆吸引爆滿的觀眾前往感受東京事變的魅力。
演唱會演唱的曲目以第二張專輯《大人》為主，然而開場曲則是椎名林檎年輕時的創作「葬列」，與杉並兒童合唱團共同演出，接下來的「群青日和」也是搭配合唱團一起演出，與過往的搖滾版本不盡相同。此外，在歌舞伎介紹團員的時候，吉他手和貝斯手站在小舞台上移動，掀起一波高潮。此場演唱會除了演唱大人的曲目外，還有第一張專輯內的歌曲，甚至是椎名林檎個唱時期的作品，而演唱會必唱的丸內虐待狂當然也出現在演唱會中。

## 演出人員
東京事變第二期成員
　椎名林檎 - 主　唱・吉他手

　龜田誠治 - 貝斯手

　刄田綴色 - 鼓　手

　　浮雲　 - 吉他手

　伊澤一葉 - 鋼琴手

## 公演會場
| 日期          | 都道府縣 | 城市     | 場館        |
| ------------- | -------- | -------- | ----------- |
| 日本          |          |          |             |
| 2006年2月19日 | 東京都   | 千代田區 | 日本武道館  |
| 2006年2月21日 | 大阪府   | 大阪市   | 大阪城 HALL |

## 演出曲目
1. 葬列

和杉並兒童合唱團一同演唱
2. 群青日和

和杉並兒童合唱團一同演唱
3. 虛言症
4. 歌舞伎
5. 補妝
6. 丸內虐待狂
7. 超級巨星
8. 服務
9. 喧嘩上等
10. 停電
11. 夢醒之後
12. 祖國情感
13. 修羅場
14. 秘密
15. 書信
16. 透明人間

Encore
17. 落日
18. 戀愛幻夢

## 演唱會報導[2]
- 電視演出
  - 03/25(土) 「東京事變　live in nippon budokan[3]」　富士電視台721（富士電視台TWO）　23:00～
- 雜誌
  - 03/02(木) 「Pia」
  - 03/03(金) 「Oricon Style」(オリ★スタ)
  - 03/08(水) 「TV Guide」
  - 03/13(月) 「Guitar Magazine」
  - 03/14(火) 「CD DATA」
  - 03/14(火) 「WHAT'S IN」
  - 03/16(木) 「KERA」
  - 03/20(月) 「JAPAN」
  - 03/20(月) 「CD Journal」
  - 03/27(月) 「GIGS」
  - 03/28(火) 「Keyboard Magazine」
  - 04/08(土) 「Digital Audio Fan」
  - 04/19(水) 「Bass Magazine」
- 網站
  - 03/01(水) Listen Japan
  - 03/03(金) Barks
  - 03/中旬 Hotexpress

## 脚注